# Juarez Távora
Juarez Távora là một đô thị thuộc bang Paraíba, Brasil. Đô thị này có diện tích 82,593 km², dân số năm 2007 là 6979 người, mật độ 84,5 người/km².